# Punta Brown
La punta Brown (en inglés: Brown Point) es un cabo rocoso ubicado en el centro-oeste de la isla Gran Malvina en las islas Malvinas, en la costa norte de la bahía 9 de Julio, cerca del estuario del río Chartres. Se encuentra cerca de la punta Pueblo (ubicada al sur) y de la isla del Medio (ubicada al oeste). También se halla próximo el monte Beaufort.